# Chrabrino
Chrabrino (bułg. Храбрино, do 1934 roku Sweti Słas, od 1934 do 1960 Sotir) – wieś w południowej Bułgarii, w obwodzie Płowdiw, w gminie Rodopi. Nad Pyrwenecką reką; 15 km od Płowdiwu.

## Galeria

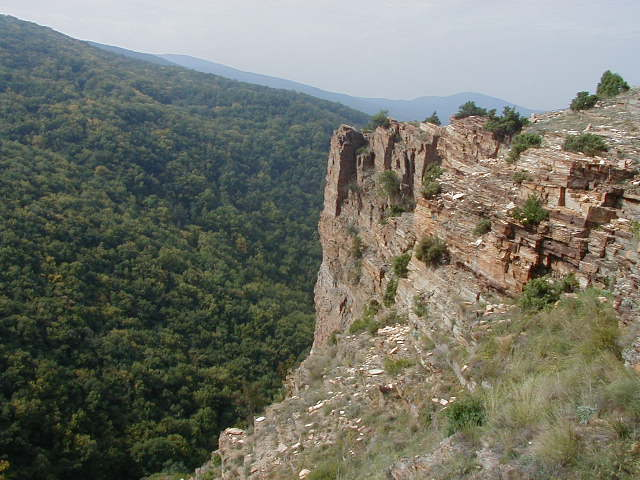
Momina skała
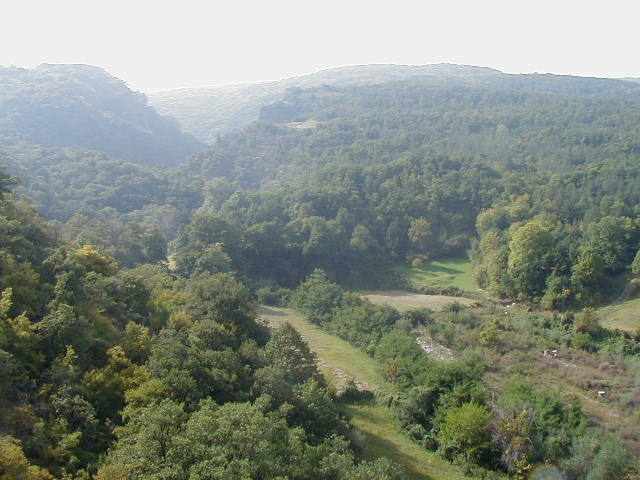
Momina skała
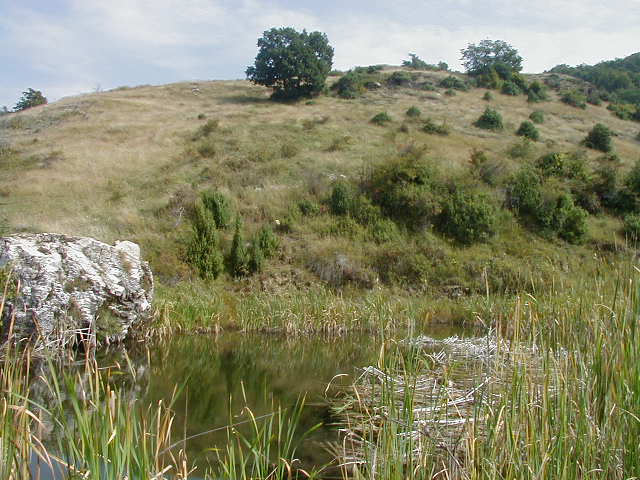
Momina skała
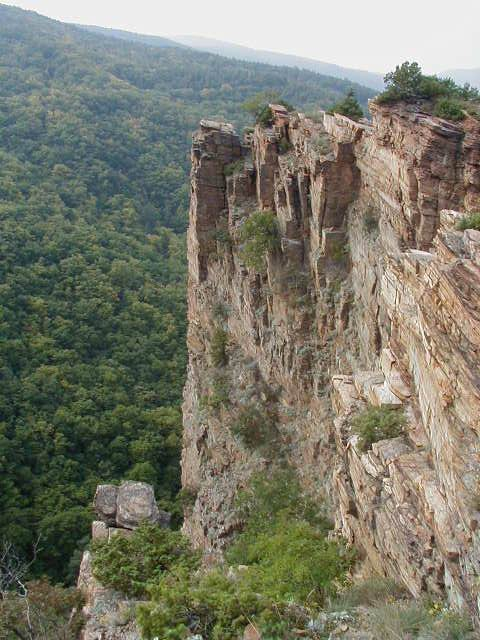
Momina skała
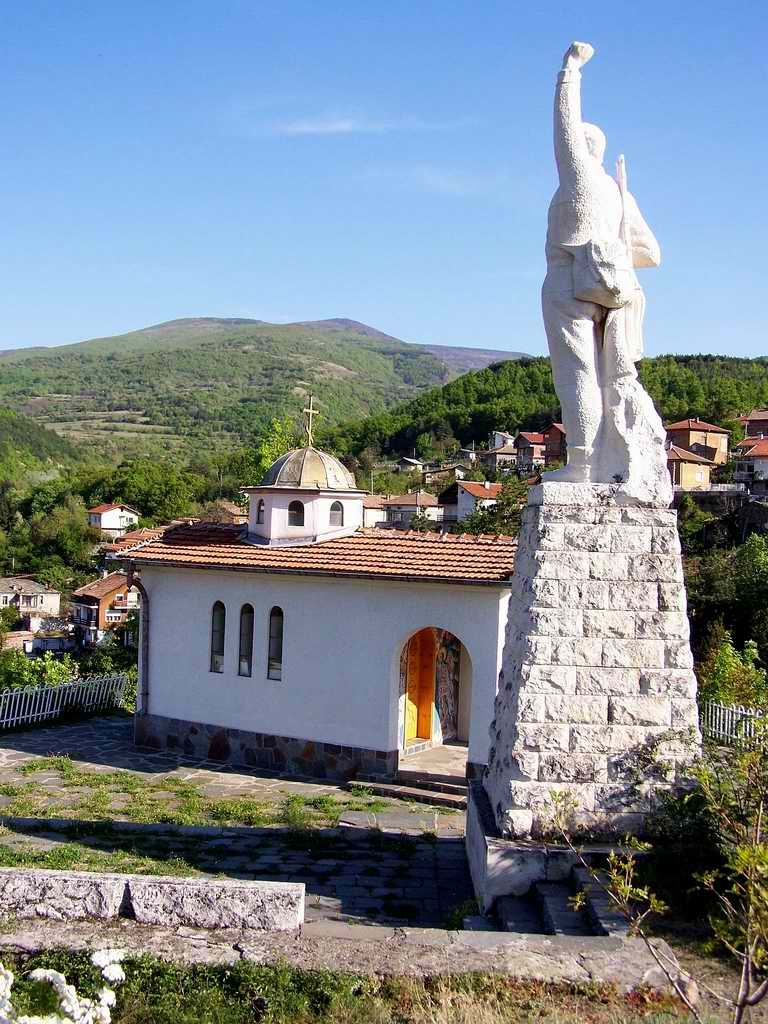
Pomnik św Dimityra